# Judy Greer
Pour les articles homonymes, voir Greer.
Judy Greer est une actrice et réalisatrice américaine née le 20 juillet 1975 à Détroit.
Elle se fait connaître par les nombreux seconds rôles qu'elle incarne dans des comédies romantiques telles que Ce que veulent les femmes, Un mariage trop parfait, 30 ans sinon rien, 27 robes, Coup de foudre à Seattle, Love, et autres drogues, son registre de prédilection.
Elle joue aussi dans des productions indépendantes ou des longs métrages tels que Le Village, The Descendants, Carrie : La Vengeance, Jurassic World, La Planète des singes : L'Affrontement, La Planète des singes : Suprématie, Ant-Man, Ant-Man et la Guêpe, Halloween et Halloween Kills.

## Biographie

### Jeunesse et formation
Greer est née et a grandi à l'extérieur de Détroit. Elle est la fille d'un ingénieur en mécanique et d'une administratrice d'hôpital. Après une formation de près de dix ans dans le ballet classique russe, Greer déplace son intérêt vers la scène et a été acceptée dans la prestigieuse école de théâtre de l'Université DePaul de Chicago.
Après une série de petits boulots pendant ses études universitaires, de télévendeuse à écailleuse d'huîtres, Greer a décroché son premier rôle à l'écran trois jours seulement après l'obtention de son diplôme — un petit rôle dans la comédie Une fiancée pour deux avec Jason Lee et David Schwimmer. Elle prend l'avion pour Los Angeles pour la première du film et ne quitta plus jamais la ville.[réf. nécessaire]

### Carrière

#### Débuts et seconds rôles
En 1999, elle est l'une des têtes d'affiche de la comédie noire Jawbreaker, avec Rose McGowan et Rebecca Gayheart. À sa sortie, le film passe inaperçu mais au fil du temps, il acquiert une certaine notoriété, reconnu comme film culte du genre teen movie.
Elle joua ensuite le rôle d'une journaliste dans le film de David O. Russell Les Rois du désert, incluant une scène d'amour d'ouverture mémorable avec George Clooney. Sa performance a attiré l'attention d'Hollywood.
Au début des années 2000, elle apparaît alors dans le film de Mike Nichols De quelle planète viens-tu ? avec Garry Shandling. Aussi à l'aise dans des rôles plus dramatiques, Greer donne la réplique à Mel Gibson dans Ce que veulent les femmes, incarnant une employée suicidaire sauvée par le seul homme qui peut entendre les pensées des femmes.
L'année suivante, elle joue un second rôle comique remarqué dans une scène de Un mariage trop parfait, avec Jennifer Lopez et Matthew McConaughey, Penny, assistante douce mais écervelée du personnage de Lopez.
Elle apparaît ensuite dans la comédie dramatique Adaptation (2002), du réalisateur Spike Jonze. Dans le film, Nicolas Cage joue le rôle de l'auteur Charlie Kaufman (et de son frère jumeau Donald) alors qu'il tente d'adapter le roman Le Voleur d'orchidées pour le grand écran. Greer a joué Alice, la serveuse dont il devient obsédé — l'objet de ses fantasmes.
Elle décroche enfin un rôle de premier plan dans la comédie The Hebrew Hammer, présentée au Festival de Sundance en 2003. La même année, elle joue dans le drame psychologique I Love Your Work d'Adam Goldberg, avec Giovanni Ribisi. Le casting inclut également Franka Potente, Christina Ricci, et Jason Lee. Il est présenté au Toronto International Film Festival en 2003.
Entre-temps, elle apparaît dans le rôle récurrent de Kitty, assistante de Jason Bateman dans la série Arrested Development, après avoir joué des rôles de guest star comme dans Love & Money (1999), Maggie Winters (1998), et Demain à la une (1996).

#### Succès dans la comédie et télévision

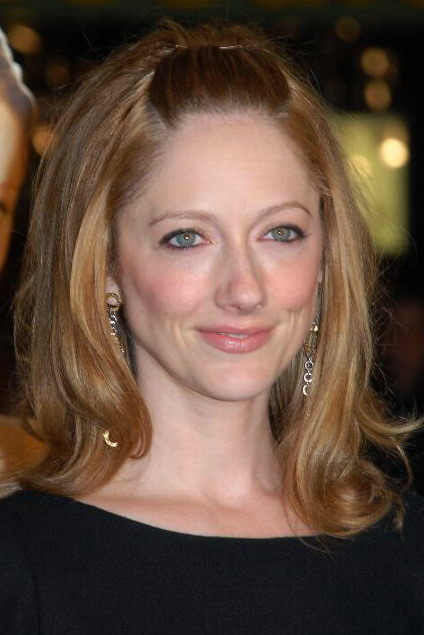
Lors de l'avant première de 27 robes, en 2008.

En 2004, elle seconde Jennifer Garner dans la comédie romantique 30 ans sinon rien, réalisé par Gary Winick. Elle incarne une collègue de bureau du personnage de Garner avec qui elle partage un passé mouvementé.
Elle est ensuite la co-vedette dans Le Village (2004) du scénariste-réalisateur M. Night Shyamalan, face à Joaquin Phoenix, Adrien Brody, Bryce Dallas Howard, Sigourney Weaver, et William Hurt. Tourné en 2003, le film met en scène une communauté soudée qui vit dans la peur de créatures vivant dans les bois qui les entourent.
2005 est une année charnière pour l'actrice, puisqu'elle multiplie les seconds rôles : avec Christina Ricci pour Cursed de Wes Craven, une version moderne du mythe du loup-garou écrit par Kevin Williamson. Elle est la sœur d'Orlando Bloom et la fille de Susan Sarandon pour la romance Rencontres à Elizabethtown de Cameron Crowe. Elle a également rejoint Jeff Bridges et Jeanne Tripplehorn dans le film indépendant The Amateurs par le scénariste-réalisateur Michael Traeger. Le film tourne autour d'un groupe hétéroclite d'amis qui se réunissent pour faire un film porno amateur. Elle rejoint la distribution chorale de The Great New Wonderful de Danny Leiner. Une comédie noire qui raconte cinq histoires différentes avec comme toile de fond le New York d'après le 11 septembre 2001. La distribution comprend également Maggie Gyllenhaal, Edie Falco et Tony Shalhoub.
En 2006, elle est l'une des vedettes de la série télévisée Love Monkey qui marque le retour au premier plan de Jason Priestley, révélé par 90210, mais la série ne dure qu'une saison. L'année suivante, elle porte l'éphémère comédie Miss Guided, annulée par 20th Century Fox Television.
En 2008, elle est la collègue de Katherine Heigl, héroïne de la comédie romantique 27 robes. Bien que le film signe un vif succès commercial, celui-ci ne convainc pas réellement la critique, il est tout de même désigné Meilleur film comique lors de la cérémonie des People's Choice Awards.
Entre 2007 et 2012, elle joue notamment dans quatre épisodes de Californication donnant la réplique à David Duchovny. Elle seconde Jennifer Aniston dans Coup de foudre à Seattle, sorti en 2009. Cette même année, elle s'engage à prêter sa voix, jusqu'en 2017, pour la série d'animation Archer.
Elle continue ses apparitions en tant qu'invitée dans de nombreuses séries telles que Dr House, Urgences, The Big Bang Theory, How I Met Your Mother, Modern Family...

#### Diversification: blockbusters, drames

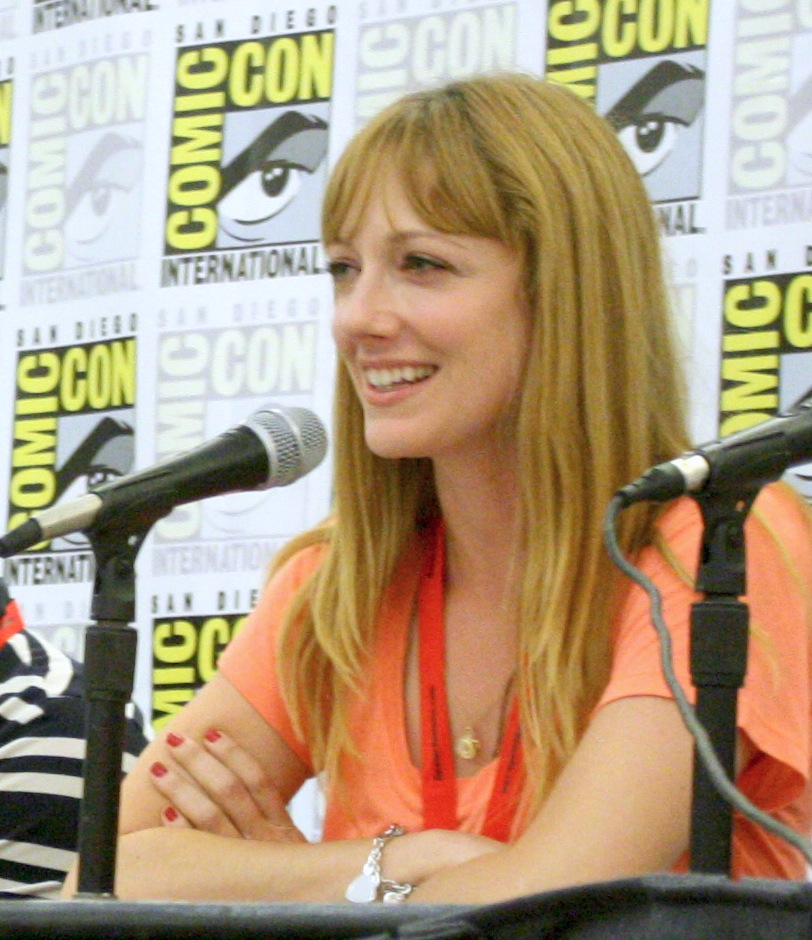
Au Comic-Con 2010.

En 2011, elle fait partie du quatuor vedette de Mad Love, une série comique du réseau CBS qui ne rencontre pas le succès escompté et est rapidement annulée,. Elle interprète alors plusieurs personnages pour la sitcom à succès Mon oncle Charlie.
Dans le même temps, elle poursuit les seconds rôles dans des comédies romantiques : Love Coach de Gabriele Muccino avec, notamment, Gerard Butler et Catherine Zeta-Jones, The Descendants avec George Clooney , Matthew Lillard et Shailene Woodley sous la direction d'Alexander Payne qui lui vaut une citation pour le Satellite Award de la meilleure actrice dans un second rôle.
Elle séduit dans le cinéma indépendant et reçoit l'Independent Spirit John Cassavetes Award lors du Denver Film Critics Society ou deux films mettant en vedette Greer figuraient dans la programmation dont The Descendants et Jeff, Who Lives at Home de Jay et Mark Duplass.
En 2013, elle joue dans le film fantastique Carrie : La Vengeance, la quatrième adaptation du roman Carrie de Stephen King publié en 1974. Elle fait partie du trio vedette aux côtés de Chloë Grace Moretz et Julianne Moore.
En 2014, elle incarne un rôle important avec succès, en capture de mouvement, pour la suite de La Planète des singes : Les Origines, reboot de la célèbre série cinématographique, La Planète des singes : L'Affrontement. Un rôle qu'elle est amenée à reprendre pour La Planète des singes : Suprématie, sortie en 2017. 

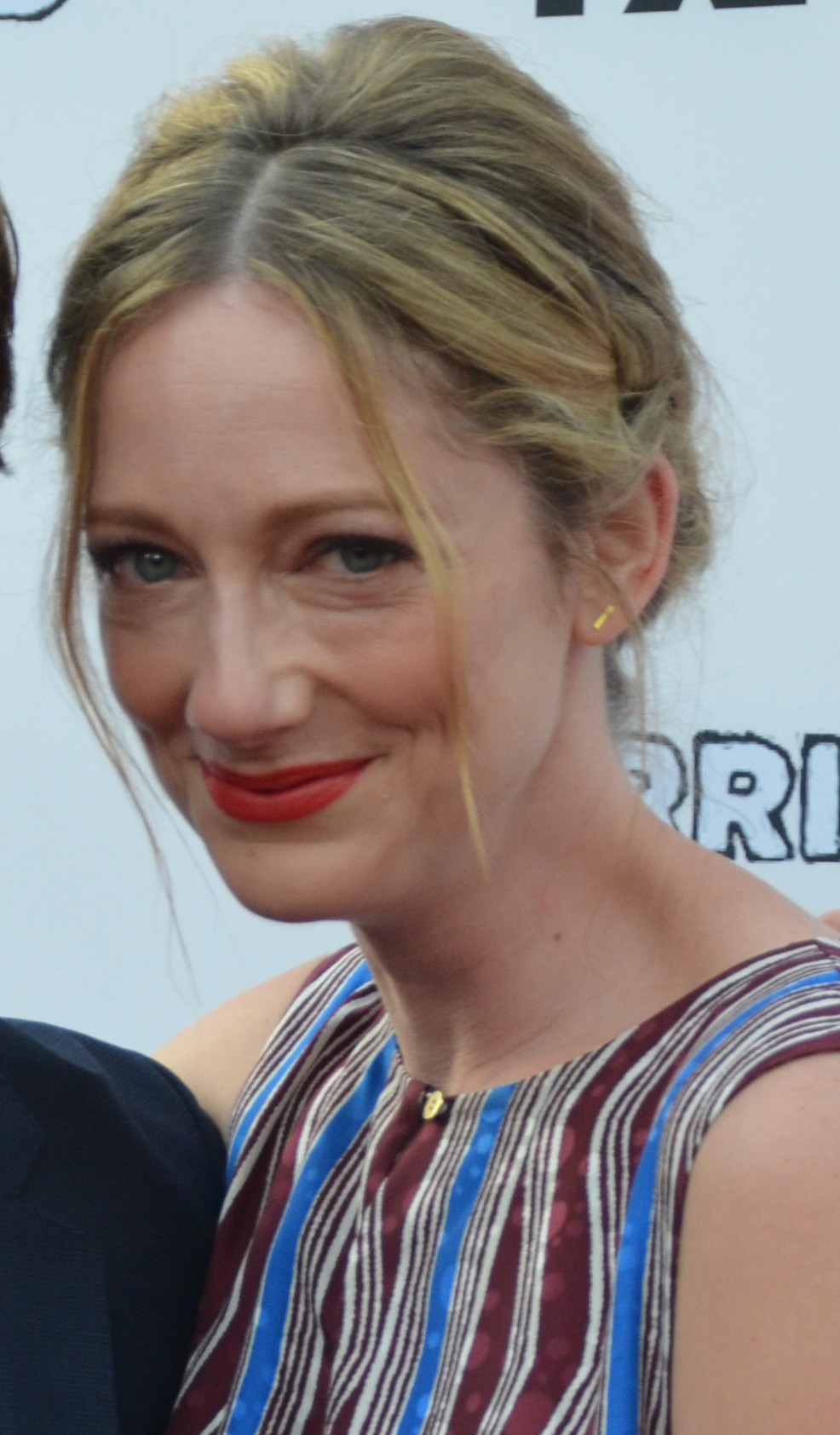
En juillet 2014, pour la promotion de la série télévisée Married.

Entre-temps, elle tenait l'un des rôles titres de la sitcom comique Married aux côtés de Nat Faxon, pendant deux saisons, diffusées entre 2014 et 2015. Elle est aussi à l'affiche de deux blockbusters : d'abord Jurassic World et le film de super héros Ant-Man.
En 2016, elle tourne sous la direction de Katie Holmes pour le drame All We Had et joue le premier féminin de la comédie Un mec ordinaire. À la télévision, elle poursuit les apparitions Mom, Masters of Sex, Portlandia on encore Lady Dynamite, Easy...
En 2017, elle fait ses débuts comme réalisatrice pour la comédie A Happening of Monumental Proportions avec, entre autres, Keanu Reeves, Jennifer Garner, Allison Janney, Common et Storm Reid. Ce premier essai est mal reçu par la critique qui regrette notamment le coté caricatural de l'œuvre et des personnages.
2018 s'avère chargée, d'abord elle rempile pour quelques épisodes d'Arrested Development, au cinéma, elle participe au second volet des aventures d'Ant-Man et la Guêpe et elle tourne sous la direction de Clint Eastwood pour le drame Le 15 h 17 pour Paris qui revient sur l'attentat du train Thalys le 21 août 2015. Dans un registre plus léger, elle fait partie du quatuor vedette de la comédie décalée Driven aux côtés de Jason Sudeikis, Lee Pace et Corey Stoll.
En fin d'année, elle incarne la fille de Jamie Lee Curtis dans le film d'horreur Halloween de David Gordon Green. Ce nouvel Halloween marque le 40e anniversaire du film original de 1978, dont il est la suite de celui-ci tout en oubliant volontairement les autres suites produites jusqu'alors, ainsi que le retour de John Carpenter dans le rôle de producteur délégué et la reprise du rôle de Laurie Strode par Curtis. Le film rencontre le succès au box-office à sa sortie. Dans le même temps, elle rejoint la distribution principale de la série Kidding, du réseau Showtime, portée par Jim Carrey,. La série est rapidement renouvelée pour une seconde saison.
Puis, elle défend la comédie noire Buffaloed de Tanya Wexler aux côtés de Zoey Deutch. Aussi, avec Kristen Wiig, elles secondent Cate Blanchett pour la comédie dramatique Bernadette a disparu de Richard Linklater. Elle est aussi un autre rôle secondaire dans la deuxième réalisation du créateur de Six Feet Under et True Blood, Alan Ball, Uncle Frank, un drame avec Sophia Lillis et Paul Bettany.

### Vie privée
Depuis 2010, elle est en couple avec Dean E. Johnsen. Ils se sont rencontrés lors d'un speed dating organisé par des amis en commun.[réf. nécessaire]

## Théâtre
Sauf indication contraire ou complémentaire, les informations mentionnées dans cette section proviennent de la base de données IBDb.
- 2012-2013 : Dead Accounts (production Broadway) : Jenny

## Filmographie

### Cinéma

#### Courts métrages
- 1999 : The Reel de Chris Jaymes : Secretary
- 2001 : Audit de Brian To : Julie Leer
- 2005 : Full Disclosure de Douglas Horn : Brinn
- 2009 : The Casting Director de Ted D'Cruz-Young : la directrice de casting
- 2009 : Wig de Todd Holland : Dr Almay
- 2012 : Republicans, Get in My Vagina d'Andrea Savage : Woman 2
- 2014 : Judy Greer Is the Best Friend d'Andrew Bush : Judy
- 2018 : Preschool in L.A. de Marla Sokoloff : Miss Madeline
- 2019 : Space Buddies de Ethan Shaftel : Houston

#### Longs métrages

##### Années 1990
- 1998 : Une fiancée pour deux (en) (Kissing a Fool) de Paul Chilsen : Andrea
- 1998 : Stricken de Doug Ellin : Cynthia
- 1999 : Jawbreaker de Darren Stein : Fern Mayo / Vylette
- 1999 : Les Rois du désert (Three Kings) de David O. Russell : Cathy Daitch
- 1999 : The Big Split de Martin Hynes : Tracy

##### Années 2000
- 2000 : Sunset Strip (en) d'Adam Collis (en) : Younger Waitress
- 2000 : Desperate But Not Serious de Bill Fishman : Molly
- 2000 : The Specials de Craig Mazin : Deadly Girl
- 2000 : De quelle planète viens-tu? (What Planet Are You From?) de Mike Nichols : Rebecca
- 2000 : Ce que veulent les femmes (What Women Want) de Nancy Meyers : Erin
- 2001 : Without Charlie d'Adam Rifkin : Vicky
- 2001 : Un mariage trop parfait (The Wedding Planner) de Adam Shankman : Penny
- 2002 : Adaptation de Spike Jonze : Alice, la serveuse
- 2002 : Rules of Love de Bruno Coppola : Maisie
- 2003 : The Hebrew Hammer (en) de Jonathan Kesselman : Esther
- 2003 : I Love Your Work (en) d'Adam Goldberg : Samantha
- 2004 : 30 ans sinon rien (13 Going on 30) de Gary Winick : Lucy Wyman
- 2004 : Le Village (The Village) de M. Night Shyamalan : Kitty Walker
- 2004 : The Last Shot de Jeff Nathanson : Girl with Emily French at Movie Premiere (non créditée)
- 2004 : LolliLove de Jenna Fischer : Judy
- 2005 : The Moguls de Michael Traeger : Ellie
- 2005 : The Great New Wonderful de Danny Leiner : Allison
- 2005 : In Memory of My Father de Chris Jaymes : Judy
- 2005 : Cursed de Wes Craven : Joanie
- 2005 : Rencontres à Elizabethtown (Elizabethtown) de Cameron Crowe : Heather Baylor
- 2006 : American Dreamz de Paul Weitz : Accordo
- 2006 : The TV Set de Jake Kasdan : Alice
- 2007 : The Go-Getter de Martin Hynes : Better Than Toast
- 2007 : The Grand de Zak Penn : Sharon Andrews
- 2008 : 27 Robes (27 Dresses) d'Anne Fletcher : Casey
- 2008 : Visionneers de Jared Drake : Michelle
- 2009 : Love Happens de Brandon Camp : Marty

##### Années 2010
- 2010 : Marmaduke de Tom Dey : Debbie Winslow
- 2010 : Love, et autres drogues (Love and Other Drugs) de Edward Zwick : Cindy
- 2010 : Barry Munday de Chris D'Arienzo : Ginger Farley
- 2010 : Braquage à New York de Malcolm Venville : Debbie Torne
- 2010 : Peep World de Barry W. Blaustein : Laura
- 2011 : The Descendants d'Alexander Payne : Julie Speer
- 2011 : Jeff, Who Lives at Home de Jay et Mark Duplass : Linda
- 2011 : The Key Man de Peter Himmelstein : Karen
- 2012 : Playing For Keeps de Gabriele Muccino : Barb
- 2013 : Carrie : La Vengeance (Carrie) de Kimberly Peirce : madame Desjardins
- 2014 : Jamie Marks Is Dead de Carter Smith : Lucy
- 2014 : La Planète des singes : L'Affrontement (Dawn of the Planet of the Apes) de Matt Reeves : Cornélia
- 2014 : Men, Women & Children de Jason Reitman : Donna Clint
- 2015 : À la poursuite de demain (Tomorrowland) de Brad Bird : Jenny Newton
- 2015 : Jurassic World de Colin Trevorrow : Karen Mitchell (mère de Gray et Zach Mitchell)
- 2015 : Ant-Man de Peyton Reed : Maggie Lang
- 2015 : Grandma de Paul Weitz : Olivia
- 2015 : Addicted to Fresno de Jamie Babbit : Shannon
- 2015 : Entourage de Doug Ellin : La directrice de casting
- 2016 : Ordinary World de Lee Kirk : Christy
- 2016 : All We Had de Katie Holmes : Patti
- 2017 : Wilson de Craig Johnson : Shelly
- 2017 : Lemon de Janicza Bravo : Ramona
- 2017 : La Planète des singes : Suprématie (War for the Planet of the Apes) de Matt Reeves : Cornelia
- 2017 : Nos âmes la nuit (Our Souls at Night) de Ritesh Batra : Holly
- 2017 : Public Schooled de Kyle Rideout : Claire
- 2017 : Pottersville de Seth Henrikson : Parker
- 2018 : Le 15h17 pour Paris (The 15:17 to Paris) de Clint Eastwood : Joyce
- 2018 : Ant-Man et la Guêpe (Ant-Man and the Wasp) de Peyton Reed : Maggie Rae
- 2018 : Into the Beautiful de Adam Rodgers : Page
- 2018 : Measure of a Man de Jim Loach : Lenore Marks
- 2018 : Halloween de David Gordon Green : Karen Strode
- 2018 : Driven de Nick Hamm : Ellen Hoffman
- 2019 : Bernadette a disparu (Where'd You Go, Bernadette) de Richard Linklater : Dr. Kurtz
- 2019 : Buffaloed de Tanya Wexler : Kathy
- 2019 : Chaud devant ! (Playing with Fire) d'Andy Fickman : Dr. Amy Hicks

##### Années 2020
- 2020 : Uncle Frank de Alan Ball : Kitty Bledsoe
- 2020 : Valley Girl de Rachel Goldenberg : Diana
- 2021 : Halloween Kills de David Gordon Green : Karen Strode
- 2022 : Hollywood Stargirl de Julia Hart : Ana Caraway
- 2025 : Marche ou crève (The Long Walk) de Francis Lawrence : Mme Garraty

#### Films d'animation
- 2002 : Le royaume des chats (The Cat Returns) de Hiroyuki Morita : Yuki  (doublage pour la version anglophone)
- 2021 : America : Le Film (America: The Motion Picture) de Matt Thompson : Martha Washington

### Télévision

#### Séries télévisées
- 1997 : Demain à la une : Cindy la pâtissière (1 épisode)
- 1998 : Oh Baby : Gail (1 épisode)
- 1999 : Maggie Winters : Tawny (1 épisode)
- 1999 - 2000 : Love and Money (en) : Puff Conklin (rôle principal - 13 épisodes)
- 2001 : Silicon Follies (pilote non retenu par ABC)
- 2003 : Voila! : Bridget Manning (1 épisode)
- 2003 - 2018 : Arrested Development : Kitty Sanchez (rôle récurrent - 13 épisodes)
- 2004 : Nevermind Nirvana : Elizabeth (pilote non retenu)
- 2005 : Les experts: Miami : Pamela Warren (1 épisode)
- 2006 : Love Monkey : Brandy « Bran » Lowenstein (rôle principal - 8 épisodes)
- 2006 : Earl (My name is Earl) : Maggie Lester (saison 2 épisode 3)
- 2007 - 2012 : Californication : Trixie (4 épisodes)
- 2007 - 2012 : Philadelphia : Ingrid "Fatty Magoo" Nelson (2 épisodes)
- 2007 - 2015 : Mon oncle Charlie (Two and a Half Men) : Bridget Schmidt/Tante Myra/Danny (13 épisodes)
- 2008 : Suburban Shootout (pilote non retenu)
- 2008 : Miss Guided : Becky Freeley (rôle principal - 7 épisodes)
- 2009 : Dr House : Morgan West (épisode : Un chat est un chat)
- 2009 : Croqueuse d'hommes (mini-série) : Joanne Hardgrave (2 épisodes)
- 2009 : Urgences : Tildie Mulligan (1 épisode)
- 2009 : WordGirl : Desiree Dewey (1 épisode)
- 2010 : The Big Bang Theory : Elizabeth Plimpton (1 épisode)
- 2010 : How I Met Your Mother : Royce (1 épisode)
- 2010 : Modern Family : Denise (1 épisode)
- 2010 : Warren the Ape : Mrs. Hanson (1 épisode)
- 2011 : Mad Love : Connie Grabowski (rôle principal - 13 épisodes)
- 2012 : American Judy : Judy (pilote non retenu par ABC également productrice et créatrice)
- 2012 : Dan Vs. : Jennifer (1 épisode)
- 2012 : Royal Pains : Mme Match Maker (1 épisode)
- 2014 - 2015 : Married (en) : Lina Bowman (rôle principal - 23 épisodes)
- 2015 : Mom : Michelle (1 épisode)
- 2015 - 2016 : Masters of Sex : Alice Logan (2 épisodes)
- 2017 : Portlandia : Shawna (1 épisode)
- 2017 : Animals. : Ali (1 épisode)
- 2017 : Casual : Judy (rôle récurrent - 8 épisodes)
- 2017 : I'm Sorry : Maureen (3 épisodes)
- 2017 : Lady Dynamite : Em Bezzler (1 épisode)
- 2017 : Easy : Gretchen (1 épisode)
- 2018 : Room 104 : Darla Andrews (saison 2, épisode 3)
- 2018 - 2020 : Kidding : Jill (rôle principal - 20 épisodes)

#### Série d'animation
- 2002 / 2011 -2012 / 2019 -2020 : Les Griffin : Hope, la danseuse enceint et Luna Bar (6 épisodes)
- 2009 - 2012 : Glenn Martin DDS : Wendy Park (39 épisodes)
- 2009 - 2023 : Archer : Cheryl Tunt / Charlotte (119 épisodes)
- 2013 : Robot Chicken : Dorothy Gale et Jane Jetson (1 épisode)
- 2014 : BoJack Horseman : Pam (1 épisode)
- 2016 - 2019 : Ask the StoryBots : Beep (21 épisodes)
- 2016 : StoryBots Super Songs : Beep (5 épisodes)
- 2017 - 2018 : American Dad! : La réceptionniste et Stacey (4 épisodes)
- 2018 - 2020 : Lets Go Luna! : Luna (34 épisodes)

### En tant que réalisatrice
- 2017 : A Happening of Monumental Proportions (film)

## Distinctions
Sauf indication contraire ou complémentaire, les informations mentionnées dans cette section proviennent de la base de données IMDb.

### Récompenses
- Denver Film Critics Society 2011 : Independent Spirit John Cassavetes Award pour The Descendants et Jeff, who lives at home[12]

### Nominations
- Teen Choice Awards 2004 : Scène la plus embarrassante pour 30 ans sinon rien
- Gotham Independent Film Awards 2011 : Meilleure distribution pour The Descendants
- 16e cérémonie des Satellite Awards 2011 : meilleure actrice dans un second rôle pour The Descendants
- Southeastern Film Critics Association Awards 2011 : Meilleure distribution pour The Descendants
- Annie Awards 2012 : Meilleure performance vocale dans une production destinée à la télévision pour Archer
- Central Ohio Film Critics Association Awards 2012 : Meilleure distribution pour The Descendants
- Denver Film Critics Society 2012 : Meilleure actrice dans un second rôle pour The Descendants
- 18e cérémonie des Screen Actors Guild Awards 2012 : meilleure distribution pour The Descendants
- Behind the Voice Actors Awards 2013 : Meilleure performance vocale d'ensemble dans une série télévisée comique pour Archer
- Behind the Voice Actors Awards 2014 : Meilleure performance vocale d'ensemble dans une série télévisée comique pour Archer
- Online Film & Television Association 2016 : Meilleure performance vocale dans un programme animé pour Archer
- Fright Meter Awards 2018 : meilleure actrice dans un second rôle pour Halloween

## Voix francophones
En France, Anne Massoteau est la voix régulière de Judy Greer,.
Au Québec, l'actrice est principalement doublée par Julie Burroughs.